# Dicranota (Rhaphidolabis) shushna
Dicranota (Rhaphidolabis) shushna is een tweevleugelige uit de familie Pediciidae. De soort komt voor in het Oriëntaals gebied.